# Cantonul Gien
Cantonul Gien este un canton din arondismentul Montargis, departamentul Loiret, regiunea Centru, Franța.

## Comune
- Boismorand
- Coullons
- Gien (reședință)
- Langesse
- Le Moulinet-sur-Solin
- Les Choux
- Nevoy
- Poilly-lez-Gien
- Saint-Brisson-sur-Loire
- Saint-Gondon
- Saint-Martin-sur-Ocre